# 小行星3779
小行星3779（英語：3779 Kieffer）是一颗围绕太阳公转的小行星。1985年5月13日，卡羅琳·舒梅克在帕洛马山发现了此天体。
这颗小行星的绝对星等为71.75591等。